# Хаггерстон
Хаггерстон (англ. Haggerston) — является зоной и избирательным округом в Хакни, на северо-востоке Лондона, Великобритания.
Граничит с Хакни-роуд на юге, Kingsland дороге на запад, Миддлтон дороге на север, с Лондонские поля и Бродвея рынка на восток. В 1990-х годах ряд более захудалых жилых района были отремонтированы, и некоторые вышедшие из употребления общественные здания находятся в частной превращается в закрытых общинах.
Район имеет 9-й самый высокий уровень преступности в Хакни.
Близость к Хокстоне сделал область популярностью у студентов и рабочих в творческих отраслях, так как эти близлежащие районы стали более дорогими. В последние годы, растущие цены на недвижимость довели коммерческих галерей далее в восточном Лондоне, который усугубляется этот эффект.